# 章光岳 (萬曆進士)
章光岳（?—?），字見前，江西撫州府臨川縣人，明朝政治人物。

## 生平
萬曆二十八年庚子鄉試舉人，登四十一年（1613年）癸丑科進士，授中书舍人，改吏部，出為山東參政，歷太常卿、通政使至刑部左侍郎。崇禎元年八月，起補章光岳太常寺少卿添註提督四夷館。

## 家族
兄章正岳，進士、吏部郎中。